# August Heinzerling
August Heinzerling (* 1899 in Kassel; † 1989 in Morschen) war ein deutscher Erfinder und Unternehmer.

## Leben

### Beruflicher Werdegang
August Heinzerling ging in Kassel zur Schule und absolvierte eine Ausbildung im Bereich Metallverarbeitung, wurde dann Meister und später Ingenieur.
Im Ersten Weltkrieg diente er bei der Marine. Der Verlauf und Ausgang des Krieges verhinderte eine angestrebte Offizierslaufbahn. Stattdessen ging er in den Jahren 1923/1924 und 1930/1931 in die Vereinigten Staaten, denen er zeitlebens verbunden blieb. In Kassel gründete er 1934 ein kleines Unternehmen, das von Heinzerling selbst entwickelte Küchengeräte und Werkzeuge herstellte. Mit Ausbruch des Zweiten Weltkrieges kamen die Geschäfte zum Erliegen. Heinzerling wurde zur Arbeit in den Henschelwerken abkommandiert. In den Jahren 1943/44 erhielt Heinzerling einen lange geheim gehaltenen Auftrag, zur Konstruktion eines Getriebes mit spezifischen Eigenschaften, ohne dass ihm die spätere Verwendung mitgeteilt wurde. Erst Jahre nach Kriegsende erfuhr Heinzerling, dass dieses Getriebe als eines der wichtigsten Antriebselemente der von Wernher von Braun entwickelten V-2-Rakete vorgesehen war. 
Braun benutzte diesen Getriebetyp auch für die Mondflugrakete Saturn V.
Nach dem Krieg erfolgte der Umzug nach Morschen bei Kassel, in den Heimatort seines Vaters, wo Heinzerling sein Unternehmen wieder aufbaute und erheblich vergrößerte. August Heinzerling starb 1989 im Alter von 90 Jahren in Morschen.

### Unternehmen und Produkte

#### Heimag-Maschinen- und Gerätebau
Das von August Heinzerling 1934 gegründete Unternehmen Heimag-Maschinen- und Gerätebau war ein mittelständischer kunststoffverarbeitender Betrieb. Produziert wurde eine breite Palette von Werkzeugen und Haushaltsgeräten. Im Jahre 1973 erfolgte die Übergabe des Unternehmens an den Sohn Karl Heinzerling. 
Die Firma war Mitte der 1990er Jahre mit etwa 140 Angestellten der größte Arbeitgeber in Morschen. Einschneidend war der Eigentümerwechsel im Zusammenhang mit dem Elternmord von Morschen. Der Sohn Karl und die Schwiegertochter von August Heinzerling wurden am 15. Juni 1997 in ihrer Villa in Morschen im Auftrag ihrer Adoptivtöchter und des Verlobten der älteren Tochter ermordet. Die Täter wurden vom Gericht für erbunwürdig erklärt. Die Firma wurde danach vom Großneffen des Unternehmensgründers übernommen, musste aber schließlich 2004 Insolvenz anmelden.

#### Rührfix
Das populärste und langlebigste von August Heinzerling entwickelte, durch die Firma Heimag produzierte und vertriebene Produkt ist das Küchengerät Rührfix, das rein mechanisch funktioniert. Zunächst wurden nur kleine Stückzahlen in Handarbeit produziert, die Präsentation auf der Leipziger Messe 1936 erhöhte aber die Nachfrage. Nach Beginn des Zweiten Weltkrieges musste die Produktion aus Materialmangel eingestellt werden. Ab 1949 produzierte Heinzerling den Rührfix wieder. Zwischen 1937 und 1997 wurde das Gerät weltweit 8,5 Millionen Mal verkauft und erfreute sich besonders in den 1950er und 1960er Jahren erheblicher Beliebtheit. Auch danach gab es Wiederauflagen als Designartikel, nachdem das ursprüngliche Gerät als Massenprodukt seit den 1970er Jahren zusehends von elektrischen Geräten abgelöst wurde. Der Rührfix wird heute in zahlreichen Museen im In- und Ausland als prägendes Haushaltsgerät seiner Zeit ausgestellt.

#### Patente
Heinzerling hielt über 30 Patente für seine Erfindungen.